# Leni Wesselman
Leni Wesselman (* 29. Mai 1985 in München) ist eine deutsche Schauspielerin.

## Leben
Leni Wesselman wuchs in München auf. Nach dem Abitur studierte sie zunächst an der Ludwig-Maximilians-Universität München Kunst und Multimedia. Bereits während ihres Studiums, das sie 2010 mit dem Bachelor of Arts abschloss, spielte sie in mehreren Kurzfilmen mit. Ihr Kino-Debüt gab sie 2009 in dem Psycho-Drama Mein unter der Regie von Detlef Bothe. Der Film, in dem sie die weibliche Hauptrolle spielt, feierte international am World Film Festival in Montreal, national am Internationalen Filmfest Oldenburg Premiere.
Weitere Rollen folgten u. a. in Andreas Dresens Als wir träumten (Wettbewerb Berlinale 2015). Die deutsch/serbische Co-Produktion Open Cage, in der sie eine Hauptrolle spielt, feierte ihre Weltpremiere in Emir Kusturicas Filmfestival in Küstendorf (Serbien). Für ihre Darstellung in Open Cage gewann sie 2015 den Special Jury Award als „Beste Schauspielerin“  in Niš (Serbien).
Leni Wesselman lebt in Berlin und München.

## Auszeichnungen
- 2015: Special Jury Award - Best Actress für Leni Wesselman beim Filmski Susreti, Niš, Serbien, für Open Cage
- 2019: Best Supporting Actress für Leni Wesselman beim L’Age d’Or International Arthouse Film Festival, Kolkata, India, für Der Wald

## Filmografie (Auswahl)
- 2009: Mein, Regie: Detlef Bothe
- 2009: Chopin at the Opera, Regie: Jan Schmidt-Garre
- 2011: SOKO 5113, Regie: Peter Stauch
- 2011: 3 Zimmer/Küche/Bad, Regie: Dietrich Brüggemann
- 2012: Die schwarzen Brüder, Regie: Xavier Koller
- 2012: Silvi, Regie: Nico Sommer
- 2013: Open Cage, Regie: Sinisa Galic
- 2014: Landauer – Der Präsident, Regie: Hans Steinbichler
- 2015: Als wir träumten, Regie: Andreas Dresen
- 2017: Viel zu nah, Regie: Petra Katharina Wagner
- 2017: Tatort: Fangschuss, Regie: Buddy Giovinazzo
- 2018: Der Wald, Regie: Viktor Gasic
- 2018: In aller Freundschaft – Die jungen Ärzte, Regie: Dieter Laske
- 2018: Gundermann, Regie: Andreas Dresen

## Kurzfilme (Auswahl)
- 2007: Anna war in Nizza
- 2008: Saal Eins
- 2010: Station
- 2010: Schwestern
- 2012: Die Judengasse
- 2012: Vettl
- 2013: Autobahn